# Maniów (województwo podkarpackie)

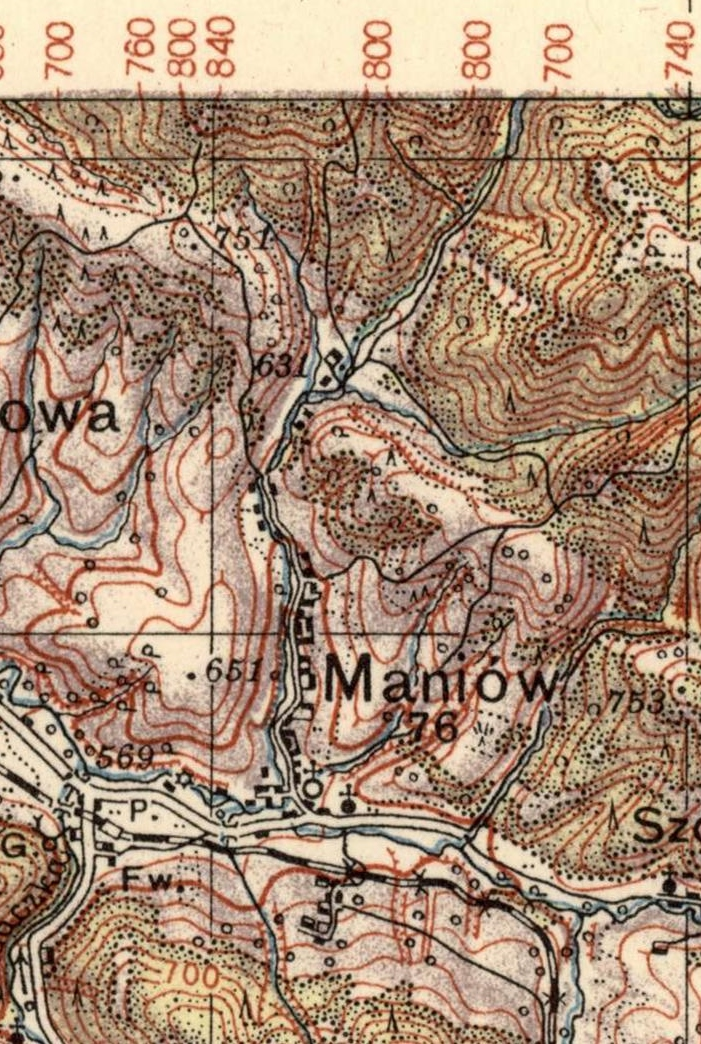
Maniów na mapie Wojskowego Instytutu Geograficznego z 1938 roku

Maniów (ukr. Манів) – osada w Polsce położona w województwie podkarpackim, w powiecie sanockim, w gminie Komańcza. Leży nad rzeką Osławą.
Przez miejscowość przebiega droga wojewódzka nr 897 oraz szlak Bieszczadzkiej Kolejki Leśnej.

## Historia
Wieś królewska położona na przełomie XVI i XVII wieku w ziemi sanockiej województwa ruskiego, w drugiej połowie XVII wieku należała do starostwa krośnieńskiego. Do 1772 województwo ruskie, ziemia sanocka. Od 1772 należał do obwodu liskiego cyrkułu samborskiego, a następnie sanockiego w Galicji.
W połowie XIX wieku właścicielem posiadłości tabularnej w Maniowie był Jan Reisenbach.
W okresie międzywojennym wieś w powiecie leskim województwa lwowskiego. Stacjonowała w niej placówka Straży Granicznej I linii „Maniów”.
18 września 1944 nacjonaliści ukraińscy z OUN-UPA zamordowali tutaj 8 Polaków. W latach 1946–1947 spalili we wsi większość gospodarstw polskich i pozostałych po Ukraińcach przesiedlonych do ZSRR.
Parafia greckokatolicka do 1946, łacińska w Bukowsku do 1927, następnie w Komańczy, a od 1979 w Nowym Łupkowie.
W latach 1975–1998 miejscowość administracyjnie należała do województwa krośnieńskiego.